# 서울신정초등학교
서울신정초등학교(서울新亭初等學敎)는 대한민국 서울특별시 강서구 화곡동에 있는 공립 초등학교이다.

## 학교 연혁
- 1933년 4월 1일 양천공립보통학교 신정분교장 인가
- 1944년 4월 1일 양천공립국민학교 신정분교장 개칭
- 1949년 10월 1일 신정국민학교 승격
- 1963년 1월 1일 서울특별시 편입, 서울신정국민학교로 개칭
- 1972년 12월 23일 양동국민학교(18학급) 분리
- 1974년 7월 1일 목동국민학교(6학급) 분리
- 1981년 3월 1일 학생수 9,319명 총 118학급(최대학급) 편성
- 1981년 9월 12일 정목국민학교(23학급) 분리
- 1982년 3월 20일 월정국민학교(15학급) 분리
- 1984년 2월 23일 신강초등학교(2학급) 분리
- 1984년 9월 1일 신곡국민학교(30학급) 분리
- 1989년 5월 10일 지하 강당(70평) 개관
- 1996년 3월 1일 서울신정초등학교로 개칭
- 2000년 11월 10일 교사 개축 기공식
- 2003년 11월 26일 개축 공사 완공
- 2007년 11월 15일 다목적체육관 증축
- 2008년 3월 31일 생태학습장 조성
- 2008년 12월 15일 학교체육 우수학교 교육감 표창
- 2009년 10월 1일 개교 60주년 기념 행사(60년사 발간, 교훈석 건립)
- 2009년 12월 29일 학교평가 우수학교 교육감 표창

## 참고 자료
- 서울신정초등학교 - 한국교육학술정보원 학교알리미